# Série de championnat de la Ligue nationale de baseball 1978
La Série de championnat de la Ligue nationale de baseball 1978 était la série finale de la Ligue nationale de baseball, dont l'issue a déterminé le représentant de cette ligue à la Série mondiale 1978, la grande finale des Ligues majeures.
Mettant aux prises les deux mêmes équipes que l'année précédente, cette série trois de cinq débute le mercredi 4 octobre 1978 et se termine le samedi 7 octobre par un résultat identique à celui de 1977, soit une victoire des Dodgers de Los Angeles, trois matchs à un sur les Phillies de Philadelphie.

## Équipes en présence

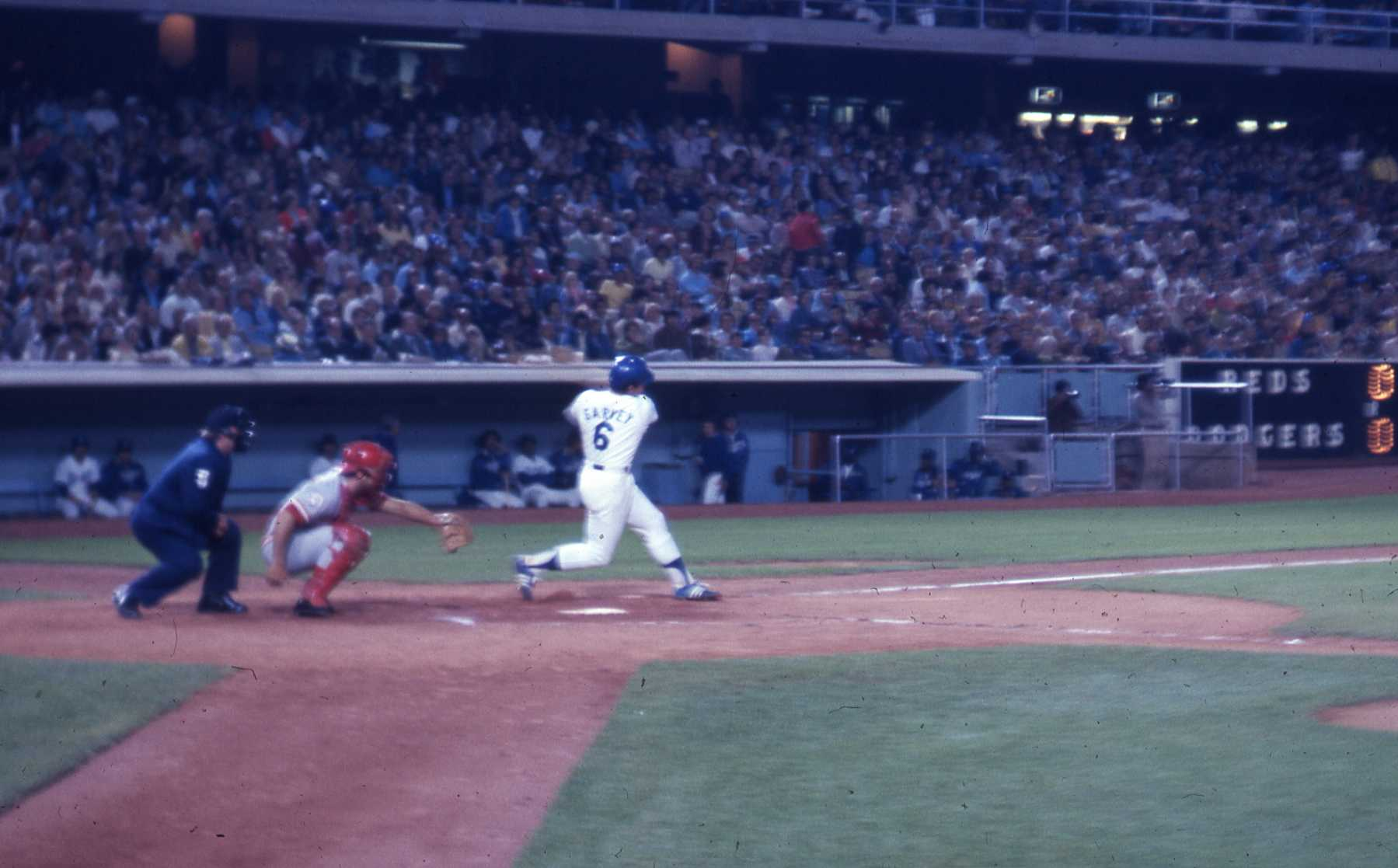
Steve Garvey, des Dodgers, au bâton contre Cincinnati.

Pour la deuxième année consécutive, les Dodgers de Los Angeles, champions en titre de la Ligue nationale, terminent en première place de la division Ouest. Forts en 1977 d'une avance de 10 parties sur les Reds de Cincinnati, le club de deuxième place, les Dodgers ne devancent cette fois ces mêmes rivaux de division que par deux matchs et demi. Los Angeles complète le calendrier régulier avec 95 gains, contre 67 revers.
Les Phillies de Philadelphie remportent quant à eux un troisième titre de suite dans la section Est. Avec un dossier victoires-défaites de 90-72, ce qui est 11 gains de moins que l'année précédente, les Phillies coiffent les Pirates de Pittsburgh au sommet à l'issue d'une lutte serrée qui laissent leurs voisins de Pennsylvanie à seulement un match et demi de la première place.
Dodgers et Phillies en sont tous deux à leur troisième présence en Série de championnat. Alors que les Dodgers ont conclu avec succès cette ronde éliminatoire en chaque occasion pour passer en Série mondiale, les Phillies comptent deux échecs. Los Angeles et Philadelphie s'étaient mesurés l'un à l'autre en octobre 1977 pour la finale de la Ligue nationale, et les Dodgers étaient sortis vainqueurs au terme de quatre affrontements.

## Déroulement de la série

### Calendrier des rencontres
| Match | Date      | Visiteur                 | Hôte                     | Score              |
| ----- | --------- | ------------------------ | ------------------------ | ------------------ |
| 1     | 4 octobre | Dodgers de Los Angeles   | Phillies de Philadelphie | 9 - 5              |
| 2     | 5 octobre | Dodgers de Los Angeles   | Phillies de Philadelphie | 4 - 0              |
| 3     | 6 octobre | Phillies de Philadelphie | Dodgers de Los Angeles   | 9 - 4              |
| 4     | 7 octobre | Phillies de Philadelphie | Dodgers de Los Angeles   | 3 - 4 (10 manches) |

### Match 1
Mercredi 4 octobre 1978 au Veterans Stadium, Philadelphie, Pennsylvanie.
| Dodgers de Los Angeles | 0 | 0 | 4 | 2 | 1 | 1 | 0 | 0 | 1 | 9 | 13 | 1 |
| Phillies de Philadelphie | 0 | 1 | 0 | 0 | 3 | 0 | 0 | 0 | 1 | 5 | 12 | 1 |
| Lanceurs partants : LA : Burt Hooton PHI : Larry Christenson Vic. : Bob Welch (1-0) Déf. : Larry Christenson (0-1) HRs : LA : Davey Lopes (1), Steve Garvey (1, 2), Steve Yeager (1) PHI : Jerry Martin (1) |   |   |   |   |   |   |   |   |   |   |    |   |

### Match 2
Jeudi 5 octobre 1978 au Veterans Stadium, Philadelphie, Pennsylvanie.
| Dodgers de Los Angeles | 0 | 0 | 0 | 1 | 2 | 0 | 1 | 0 | 0 | 4 | 8 | 0 |
| Phillies de Philadelphie | 0 | 0 | 0 | 0 | 0 | 0 | 0 | 0 | 0 | 0 | 4 | 0 |
| Lanceurs partants : LA : Tommy John PHI : Dick Ruthven Vic. : Tommy John (1-0) Déf. : Dick Ruthven (0-1) HRs : LA : Davey Lopes (2) |   |   |   |   |   |   |   |   |   |   |   |   |

### Match 3
Vendredi 6 octobre 1978 au Dodger Stadium, Los Angeles, Californie.
| Phillies de Philadelphie | 0 | 4 | 0 | 0 | 0 | 3 | 1 | 0 | 1 | 9 | 11 | 1 |
| Dodgers de Los Angeles | 0 | 1 | 2 | 0 | 0 | 0 | 0 | 1 | 0 | 4 | 8  | 2 |
| Lanceurs partants : PHI : Steve Carlton LA : Don Sutton Vic. : Steve Carlton (1-0) Déf. : Don Sutton (0-1) HRs : PHI : Greg Luzinski (1), Steve Carlton (1) LA : Steve Garvey (3) |   |   |   |   |   |   |   |   |   |   |    |   |

### Match 4
Samedi 7 octobre 1978 au Dodger Stadium, Los Angeles, Californie.
| Phillies de Philadelphie | 0 | 0 | 2 | 0 | 0 | 0 | 1 | 0 | 0 | 3 | 8  | 2 |
| Dodgers de Los Angeles | 0 | 1 | 0 | 1 | 0 | 1 | 0 | 0 | 0 | 4 | 13 | 0 |
| Lanceurs partants : PHI : Randy Lerch LA : Doug Rau Vic. : Terry Forster (1-0) Déf. : Tug McGraw (0-1) HRs : PHI : Bake McBride (1), Greg Luzinski (2) LA : Steve Garvey (4), Ron Cey (1) |   |   |   |   |   |   |   |   |   |   |    |   |

## Joueur par excellence

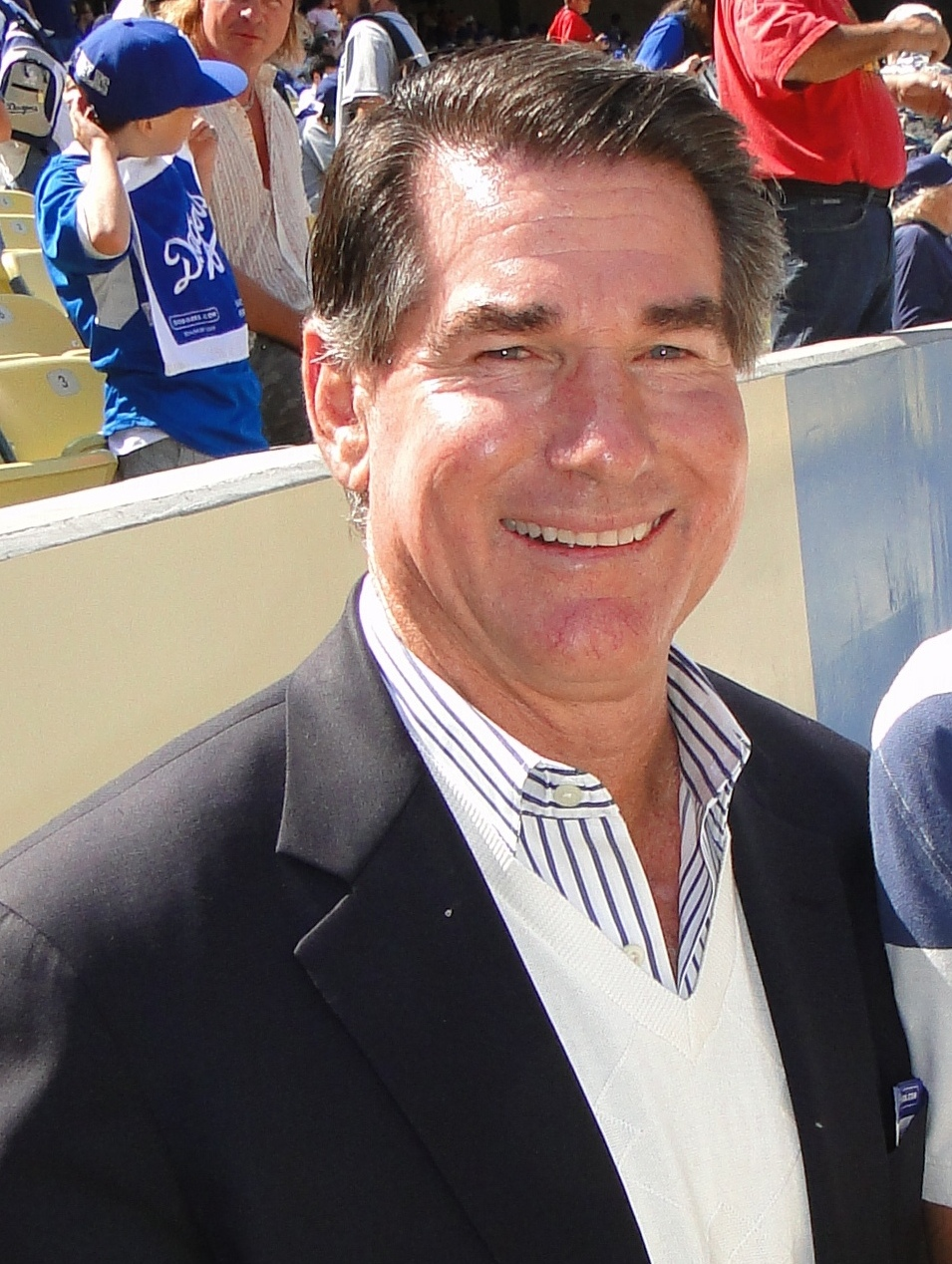
Steve Garvey en 2010.

Le joueur de premier but étoile des Dodgers de Los Angeles, Steve Garvey, est élu joueur par excellence de la Série de championnat 1978 de la Ligue nationale. Garvey claque deux coups de circuit dès la rencontre initiale contre Philadelphie, en route vers une récolte de quatre longues balles en quatre matchs face aux lanceurs des Phillies. Ses moyenne au bâton et moyenne de puissance dans cette série s'élèvent respectivement à ,389 et ,778. Il totalise sept coups sûrs, cinq points produits et quatre points marqués. 
Garvey remporte l'honneur pour la première fois de sa carrière. Comme porte-couleurs des Padres de San Diego en 1984, il devient le premier joueur à gagner deux fois le prix du meilleur joueur en Série de championnat.